# Peter Winther-Schmidt
Peter Winther-Schmidt (født 6. marts 1962 i København) er dansk forfatter og forretningsmand. Han er søn af William Winther Schmidt og Hennie Winther Schmidt (f. Jacobsen). Peter Winther-Schmidt er gift med Iben Spindborg Winther-Schmidt (født 22 juni 1970 i Hillerød) og har to børn William Winther-Schmidt (født 12. februar 1999), og Valdemar Winther-Schmidt (født 4. april 2004).

## Uddannelse
Peter Winther-Schmidt er vokset op som diplomatbarn og tilbragte sin barndom i Rumænien, Pakistan, Indonesien og Zambia, før han kom på Herlufsholm Kostskole, hvorfra han dimitterede i 1980. Efter endt tjeneste i søværnet indskrev Peter Winther-Schmidt sig på Københavns Universitet i 1982 hvorfra han dimitterede som cand.jur. i 1987. Herefter blev Peter Winther-Schmidt optaget på Jesus College på University of Cambridge og modtog i 1988 en post-graduate degree i international handelsret og krigsret.
Siden arbejdede Peter Winther-Schmidt først i statsadministrationen (udenrigsministeriet, trafikministeriet) for derefter at springe til den private sektor. Først 5 år hos Ernst & Young for så at begynde en længere karriere med ledelsesposter i IT-branchen hos IBM, Tata Consultancy Services og DXC Technology.

## Forfatterskab
I 2021 udkom han med sin første roman "Til Rigets Bedste" hvorefter fulgte "Et Rige Delt" og "For Hele Riget" begge udkom i 2023. Romanerne handler om tiden der leder op til grundlovens vedtagelse og omstændighederne omkring den 1. slesvigske krig. Peter Winther-Schmidt centrerer handlingen i romanerne omkring fiktive personer, som han så sætter ind i rigtige historiske rammer.

## Priser
I marts 2024 modtog Peter Winther-Schmidt prisen/diplomet for "Årets Historiske Kriminalroman" af det danske kriminalakademi.